# Resolució 1872 del Consell de Seguretat de les Nacions Unides
La Resolució 1872 del Consell de Seguretat de les Nacions Unides fou adoptada per unanimitat el 26 de maig de 2009. Després de recordar les resolucions anteriors sobre Somàlia i condemnat el recent ressorgiment dels combats a la regió, el Consell va ampliar el mandat de la Missió de la Unió Africana a Somàlia (AMISOM) fins al 31 de gener de 2010.
En virtut del capítol VII de la Carta de les Nacions Unides, el Consell va demanar a totes les parts de Somàlia que donessin suport al recent acord de Djibouti per la reconciliació nacional i va acollir amb satisfacció la crida del president Sheikh Sharif Sheikh Ahmed a tots els grups d'oposició per recolzar aquest procés.
El Consell insta els Estats membres i a la comunitat internacional, així com a les organitzacions regionals i internacionals, a contribuir tant al Fons Fiduciari de les Nacions Unides per AMISOM com al corresponent per a les institucions de seguretat de Somàlia.